# Okenia zoobotryon
Okenia zoobotryon is een slakkensoort uit de familie van de Goniodorididae. De wetenschappelijke naam van de soort is voor het eerst geldig gepubliceerd in 1910 door Smallwood.